# Lophodelta
Lophodelta is een geslacht van vlinders van de familie spinneruilen (Erebidae), uit de onderfamilie Herminiinae.

## Soorten
- L. argyrolepia Hampson, 1924
- L. dinemata Hampson, 1924
- L. goniograpta Hampson, 1924
- L. minima Hampson, 1924
- L. peratostriga Hampson, 1924